# Гленденнинг, Боб
Ро́берт «Боб» Гле́нденнинг (англ. Bob Glendenning; 6 июня 1888, Вашингтон — 19 ноября 1940) — английский футболист и тренер.

## Игровая карьера
Начал карьеру в клубе «Вашингтон Юнайтед», затем выступал за «Барнсли» приблизительно до 1910 года. Играл в обоих финалах Кубка Англии, где участвовал «Барнсли», в 1910 и 1912 годах.
В марте 1913 года перешёл в «Болтон», за который сыграл 83 игры как капитан. В 1915 году «Болтон» достиг полуфинала Кубка Англии, где потерпел поражение от «Шеффилд Юнайтед». После войны играл за «Аккрингтон Стэнли».

## Тренерская карьера
После окончания игровой карьеры решил последовать примеру своих соотечественников и начать тренерскую карьеру в Нидерландах. Дебют оказался более чем удачным — швейцарцы были разгромлены 4:1. Но сразу после матча его пригласили работать в старейший клуб Голландии ХФК. В 1925 году вернулся в сборную Нидерландов, при этом не оставив ХФК, на 15 лет. На двух должностях проработал до летних Олимпийских играх 1928, где сборная проиграла в 1/8 финала, когда захотел сосредоточиться на национальной команде. Под руководством англичанина голландцы выиграли 36 матчей и проиграли 36 матчей. При Гленденнинге голландцы дважды пробивались в финальную часть чемпионатов мира, но оба раза вылетали после первой же встречи. На ЧМ-1934 команда Нидерландов ограничилась лишь одним матчем на «Сан-Сиро» со швейцарцами — 2:3. На следующем мировом форуме голландцы проиграли Чехословакии 0:3.
После чемпионата мира проработал с голландцами ещё два года. Он не только успел проиграть Люксембургу, но и наконец-то нашёл для команды звёздного игрока, вокруг которого должна была строиться новая сборная Нидерландов — юного фриза Абе Ленстру. Но осуществлению планов англичанина помешала Вторая мировая война. Голландия была оккупирована гитлеровской Германией. Гленденнингу повезло больше, чем земляку Джеку Рейнолдсу, угодившему в концлагерь, — он успел вырваться домой. Но потрясение было столь велико, что Гленденнинг умер через полгода в возрасте 52 лет. Похоронен в Болтоне, где Футбольная федерация Нидерландов поддерживает его надгробие.

## Достижения
«Барнсли»
- Победитель Кубка Англии: 1912
- Финалист Кубка Англии: 1910